# 全血细胞减少症
全血细胞减少症（英語：Pancytopenia，PCP）是一种红细胞、白细胞、血小板、单核细胞、淋巴细胞等几乎所有血细胞数量显著减少的疾病。

## 病因
引起全血细胞减少的医源性原因包括使用恶性肿瘤的化疗药物（如果这些药物引起骨髓抑制）。在极少数情况下，普通药物（如抗生素、降压药、心脏药物）也可能导致全血细胞减少。例如，抗生素氯霉素可能导致某些人出现全血细胞减少症。
罕见情况下，如单核细胞增多症或其他病毒性疾病也可能引发全血细胞减少症。 HIV本身越来越多地成为全血细胞减少症的一个病因。

## 诊断
全血细胞减少症通常需要进行骨髓活检，以确定具体病因。
- 贫血：血红蛋白<13.5 g/dL（男性）；血红蛋白<12g/dL（女性）。
- 白细胞减少症：白细胞总数<4.0x109/L。所有类型的白细胞均减少。
- 血小板减少：血小板计数<150×109/L。

## 治疗
在紧急情况下，可以使用红血球浓厚液或血小板浓缩物进行输血。有时，有明显的临床线索提示全血细胞减少的病因是维生素B12缺乏。 在这种情况下，即使贫血严重，也可以避免输血，仅通过维生素B12治疗即可。在如急性白血病、骨髓增生异常综合征、再生障碍性贫血等其他情况下，则需要针对不同疾病采取对症性的治疗方式。